# Cantonul Valbonnais
Cantonul Valbonnais este un canton din arondismentul Grenoble, departamentul Isère, regiunea Rhône-Alpes, Franța.

## Comune
- Chantelouve
- Entraigues
- Lavaldens
- La Morte
- Oris-en-Rattier
- Le Périer
- Siévoz
- Valbonnais (reședință)
- La Valette
- Valjouffrey